# Aam
Aam – jednostka miary.
Dawna miara niemiecka i holenderska do pomiaru objętości cieczy. Nazwa wywodzi się od łacińskiej nazwy wiadra (ama). Obejmowała w Holandii od 143 do 157 litrów, natomiast w Niemczech 134 do 174,75 litrów. Na określenie tej jednostki używano też nazwy Ohm.